# Rudolf Schenker
Rudolf Schenker (ur. 31 sierpnia 1948 w Hildesheimie) – niemiecki gitarzysta, założyciel rockowego zespołu Scorpions. Ma żonę Margret i syna Marcela. Interesuje się filozofią indyjską. Jest starszym bratem Michaela Schenkera (ex-UFO, Michael Schenker Group). Podobnie jak on grywa głównie na gitarach "Flying V" firmy Gibson oraz Dean, która wypuściła na rynek model z podobiznami obu braci (Schenker Brothers V).
W większości utworów zespołu gra partię gitary rytmicznej, jednak to on zagrał solo w "Wind of Change", "Still Loving You", "Big City Nights", "Under the same sun" i "Through My Eyes". Jest głównym kompozytorem zespołu.
W 2004 roku muzyk wraz z Uli Johnem Rothem został sklasyfikowany na 50. miejscu listy 100 najlepszych gitarzystów heavymetalowych wszech czasów według magazynu Guitar World.

## Filmografia
| Tytuł               | Rok  | Rola        | Uwagi                                           | Źródło |
| ------------------- | ---- | ----------- | ----------------------------------------------- | ------ |
| "Forever and a Day" | 2015 | jako on sam | film dokumentalny, reżyseria: Katja von Garnier | [ 4 ]  |

## Odznaczenia
- Order Zasługi Dolnej Saksonii I klasy (2023)[5]